# El Bosque de Agua (México)
El Bosque de Agua o Gran Bosque de Agua es un corredor forestal en el centro de México. Tiene una extensión aproximada de 250,000 hectáreas y lo comparten 37 municipios y alcaldías del Estado de México, Morelos y la Ciudad de México. A su vez, conecta 21 áreas naturales protegidas a nivel federal, estatal y municipal. Toma su nombre por ser una zona importante de provisión de recursos hídricos, principalmente por medio de la infiltración de agua a acuíferos; al menos el 70% del agua utilizada en la Ciudad de México y prácticamente toda el agua de Cuernavaca y Toluca proviene de acuíferos y cuerpos de agua superficiales dependientes de los ecosistemas de esta región (el acuífero de Cuernavaca y el acuífero del Valle de Toluca, respectivamente).
Pobladores, activistas, académicos y organizaciones civiles, públicas y privadas han advertido que el Bosque de Agua enfrenta un proceso de deterioro acelerado. Algunas explicaciones aluden a la creciente urbanización, la tala irregular, los incendios forestales, la expansión de tierras cultivables y los diversos megaproyectos de infraestructura y comunicaciones en la región.

## Geografía
El Bosque de Agua se encuentra dentro del Eje Neovolcánico Transversal y “reúne las sierras del Chichinautzin, Zempoala, Ajusco y las Cruces, las cuales conforman las partes altas de cuatro cuencas hidrográficas: la del Valle de México, del Balsas, del Lerma-Chapala y del Pánuco”.

### Estados y municipios
Esta región la comparten ocho municipios del estado de Morelos al sur y sureste (Cuernavaca, Huitzilac, Jiutepec, Tepoztlán, Tlalnepantla, Tlayacapan, Totolapan y Yautepec), veintidós municipios del Estado de México en el norte, oeste y suroeste (Atizapán de Zaragoza, Chalco, Huixquilucan, Isidro Fabela, Jilotzingo, Jiquipilco, Juchitepec, Lerma, Malinalco, Morelos, Naucalpan de Juárez, Nicolás Romero, Ocoyoacac, Ocuilan, Otzolotepec, Temamatla, Temoaya, Tenango del Aire, Tianguistenco, Villa del Carbón, Xalatlaco y Xonacatlán) y siete alcaldías de la Ciudad de México al este (Álvaro Obregón, Cuajimalpa de Morelos, La Magdalena Contreras, Milpa Alta, Tláhuac, Tlalpan y Xochimilco).

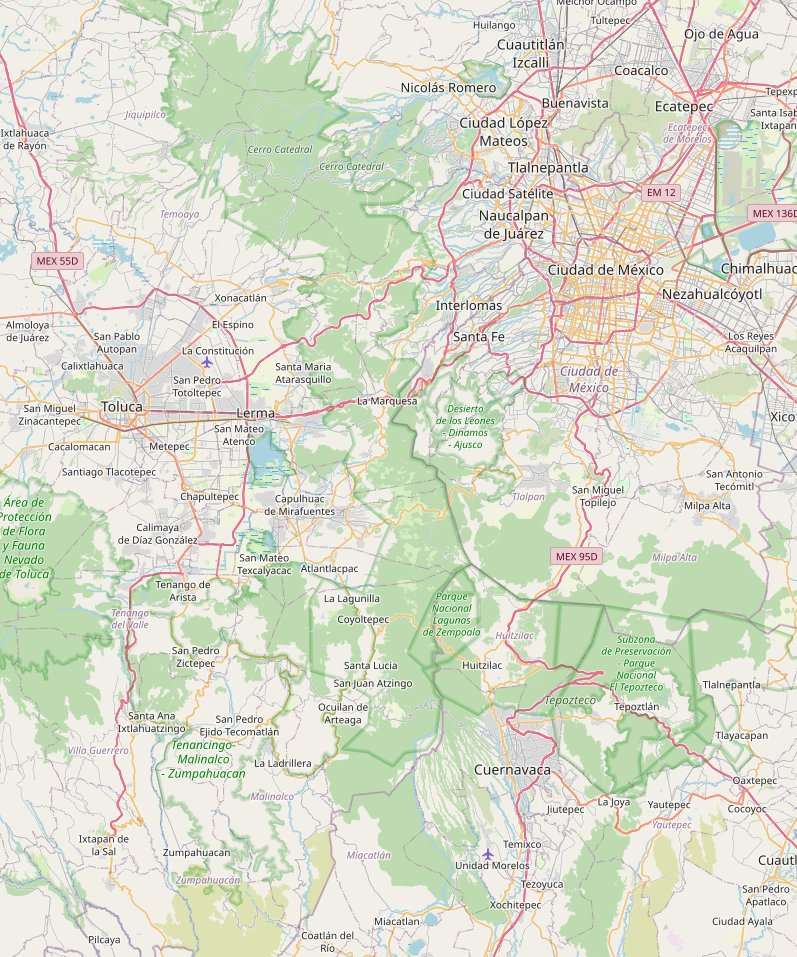
El Bosque de Agua se corresponde con el área verde entre Cuernavaca, Ciudad de México y Toluca de Lerdo).

## Biodiversidad

### Flora
Debido a la cercanía del Bosque de Agua con las tres urbes que la rodean, esta región contiene zonas urbanas, áreas agrícolas y pastizales; sin embargo, la mayoría del territorio está conformado por bosques templados. El Bosque de Agua cuenta con una alta biodiversidad de vegetación y especies donde predomina el oyamel (Abies religiosa), el pino de las alturas (Pinus hartwegii) y el encino (Quercus sp.)
La flora disponible varía dependiendo de la subregión del Bosque de Agua. Algunas subregiones son características por sus complejos y ricos ecosistemas, como Xochimilco con sus humedales. En ellos se encuentran árboles típicos de la región como el ahuejote (Salix bonplandiana), árbol que es utilizado para fijar las chinampas sobre el agua del lago. A su vez, Xochimilco cuenta con varias especies de flora acuática tales como el lirio, el ombligo de Venus, ninfas, chichicastle y la lentejilla. Cuenta también con zonas boscosas y cerros donde se encuentran árboles como lo son el ahuehuete, el tepozán, el capulín, eucalipto y pirul, así como nopales y magueyes.
Otra de las subregiones del Bosque de Agua, la cual es cercana y presionada por la urbanización de la Ciudad de México, es el Parque nacional Cumbres del Ajusco. De acuerdo con la Comisión Nacional para el Conocimiento y Uso de la Biodiversidad (CONABIO) en esta región se encuentran 520 especies de plantas y animales, algunas de ellas en riesgo o exóticas. Esta zona boscosa cuenta con una gran cantidad de oyamel, junípero, abeto y madroño. También se encuentra una amplia variedad de flores y arbustos pequeños y medianos tales como el garbancillo, la campanita morada, hierba de sapo y lupinos. A su vez, se encuentran múltiples tipos de hongos como el agárico yesca (Fomes fomentarius), los hongos matamoscas (Amanita muscaria) y algunos de la familia Physalacriaceae.

### Fauna
En la subregión del bosque del Ajusco se encuentran con facilidad especies diversas de víboras, ardillas, coyotes, tlacuaches, gatos monteses, arañas, murciélagos y ratones. También cuenta con distintos tipos de aves como el pinzón mexicano, el colibrí berilo y de pico ancho, distintos tipos de gorrión, golondrinas y azulejos.
Existen también anfibios como la rana de árbol plegada (Hyla plicata), entre otros. La subregión de Xochimilco es especialmente conocida por los anfibios presentes. Entre ellos se encuentra la rana leopardo de Moctezuma (Lithobates montezumae), el axayácatl, una especie de crustáceo llamada acocil (Cambarellus montezumae) y el endémico ajolote (Ambystoma mexicanum).

## Origen del nombre
El término “Gran Bosque de Agua” lo acuñó un grupo de académicos de la Universidad Autónoma Metropolitana Unidad Xochimilco (UAM), con el apoyo de Greenpeace México, en un estudio denominado “Zonificación para la Conservación de los Bosques del sur de la Cuenca de México, sureste de la Cuenca del Lerma y norte de la Cuenca del Balsas (Gran Bosque de Agua)”. Su objetivo fue resaltar la importancia de un corredor forestal en la provisión de servicios ecosistémicos (principalmente el abasto de agua) para millones de personas. Sin  embargo, la idea de importancia hídrica de esta región es mucho más antigua. En el periodo prehispánico se le conocía al volcán Ajusco como “Axosco” o “Axochco”: “lugar donde florece el agua” en náhuatl.

## Jurisdicción
Aproximadamente 80% de la tierra es propiedad comunal. Dentro del Bosque de Agua se encuentran parcial o totalmente 21 áreas naturales protegidas a nivel federal, estatal, municipal y comunitario.
| Orden     | Tipo                                       | Nombre                                                                   |
| --------- | ------------------------------------------ | ------------------------------------------------------------------------ |
| Federal   | Parque Nacional                            | Cumbres del Ajusco                                                       |
|           |                                            | Desierto de los Leones                                                   |
|           |                                            | Insurgente Miguel Hidalgo y Costilla (La Marquesa)                       |
|           |                                            | El Tepozteco                                                             |
|           |                                            | Lagunas de Zempoala                                                      |
|           | Áreas de Protección de Fauna y Flora       | Corredor biológico Chichinautzin                                         |
|           | Zona Protectora Forestal                   | Zona Protectora Forestal de la Ciudad de Cuernavaca                      |
|           |                                            |                                                                          |
| Estatal   | Zona de Conservación Ecológica             | Ecoguardas                                                               |
|           | Zona Sujeta a Conservación Ecológica       | Parque Ecológico de la Ciudad de México                                  |
|           | Reserva Ecológica                          | Espíritu Santo (Cerro del Moño)                                          |
|           | Parque Estatal                             | Atizapán-Valle Escondido (Los Ciervos)                                   |
|           |                                            | Santuario del Agua Forestal Subcuenca Tributaria Arroyo Sila             |
|           |                                            | Santuario del Agua y Forestal Subcuenca Tributaria Presa Antonio Alzate  |
|           |                                            | Santuario del Agua y Forestal Subcuenca Tributaria Río Mayorazgo-Temoaya |
|           |                                            | Santuario del Agua y Forestal Subcuenca Tributaria Río San Lorenzo       |
|           |                                            | Parque Otomí-Mexica                                                      |
|           | Área Bajo Conservación                     | Bosque Norponiente de Cuernavaca                                         |
|           |                                            |                                                                          |
| Municipal | Reserva Ecológica Comunitaria              | Comunidad San Bernabé Ocotepec                                           |
|           |                                            | Comunidad San Miguel Topilejo                                            |
|           |                                            | Ejido San Andrés Totoltepec                                              |
|           |                                            | Ejido San Nicolás Totolapan Magdalena Contreras                          |
|           | Área Comunitaria de Conservación Ecológica | Milpa Alta                                                               |
|           | Área Bajo Conservación                     | Barrancas Urbanas de Cuernavaca                                          |

## Relevancia hídrica
La relevancia hídrica que tiene el Bosque de Agua, en términos de uso, es muy significativa: 10 acuíferos que se recargan en esta región proveen cerca al menos el 70% del agua utilizada en la Ciudad de Méxicoy prácticamente toda el agua de Cuernavaca y Toluca (que obtienen el recurso hídrico del acuífero de Cuernavaca y del acuífero del Valle de Toluca, respectivamente), estas tres ciudades suman al menos 23 millones de personas en conjunto. De estos acuíferos se extrae una concesión agregada de 46.7 m3/s de agua, por medio de más de 5,300 pozos.
El sector que más usa el agua de estos acuíferos es el público urbano, con el uso del 62% del total concesionado. Después sigue el agrícola, con el uso del 20%, y, por último, está el industrial, con el uso del 18% restante.

### Zonas de infiltración
El Bosque de Agua contiene ecosistemas importantes para la recarga de diez acuíferos (Chalco-Amecameca, Cuautitlán-Pachuca, Cuautla-Yautepec, Cuernavaca, Ixtlahuaca-Atlacomulco, Tenancingo, Tepeji del Río, Valle de Toluca, Valle del Mezquital y Zona Metropolitana del Valle de México), los cuales proveen de agua a más de 23 millones de personas.
Los diez acuíferos son recargados por diversos factores climatológicos, geológicos y de suelos y coberturas. El Bosque de Agua tiene una combinación de estos factores beneficiosa, de tal modo que “la zona del [Bosque de Agua] es una importante fuente de flujos de recarga para acuíferos”. Las zonas más importantes para la recarga tienen cobertura forestal o vegetal: “Bojórquez et al (2000) reportan balances hídricos positivos para la porción del Distrito Federal catalogada como Suelo de Conservación Ecológica (SCE)  [...] [que] representa alrededor de 89,000 hectáreas [...]. Alrededor de 50,000 [hectáreas] del SCE está cubierto por algún tipo de vegetación natural (bosques de abeto, de roble, de pino, matorral o pastizal). [...] [L]os autores encuentran que la totalidad de la superficie cubierta con bosque de abeto, con vegetación alpina o vegetación riparia presenta balances hídricos positivos muy por encima de la media”. El balance hídrico positivo significa que se genera “agua para escurrimiento o recarga”.

### Sistema Lerma-Cutzamala
Del total del agua que se utiliza en la Ciudad de México, 25% proviene del bombeo de agua de los sistemas Lerma y Cutzamala. El sistema Lerma se encuentra en el Estado de México, mientras que el sistema Cutzamala es proveniente de los estados de México y Michoacán, y fue concebido como soporte al sistema Lerma en 1972 porque este último ya presentaba señales de sobreexplotación.